# Exochus flavidus
Exochus flavidus là một loài tò vò trong họ Ichneumonidae.